# Jõuga
Koordinaten: 59° 9′ N, 27° 21′ O

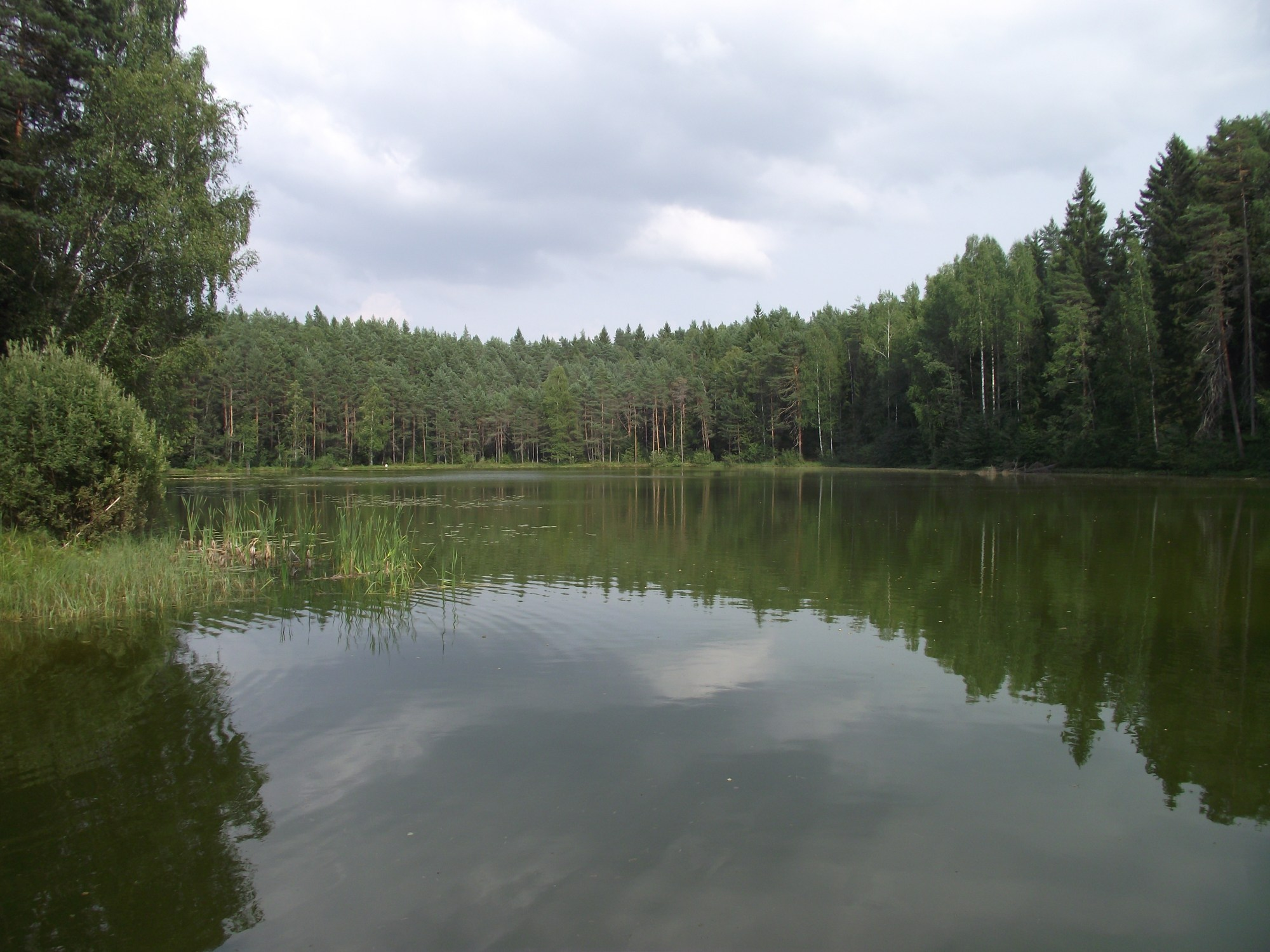
Der See Pesujärv bei Jõuga

Jõuga ist ein Dorf (estnisch küla) in der Landgemeinde Alutaguse (bis 2017 Iisaku). Es liegt im Kreis Ida-Viru (Ost-Wierland) im Nordosten Estlands.

## Beschreibung und Geschichte
Das Dorf hat 53 Einwohner (Stand 16. Oktober 2010). Es wurde erstmals 1426 urkundlich erwähnt. Der Name ist wotischen Ursprungs.
Der Ort ist besonders für seine zahlreichen Seen in unberührter Natur bekannt. Die vier größten sind der Pesujärv (zwei Hektar) mit seinem sandigen Ufer, der Linajärv (1,1 Hektar), der Liivjärv (2,2 Hektar) und der Armise järv (4,4 Hektar).

## Höhlenfriedhof
Auf dem Gebiet des Dorfes befindet sich der größte Höhlenfriedhof in Estland. Die etwa 300 Höhlen dienten vom 11. bis zum 15. Jahrhundert den Woten der Bestattung ihrer Verstorbenen. Dort fanden Speläologen auch zahlreiche Kunst- und Schmuckgegenstände.